# Pseudunelidae
Pseudunelidae zijn een familie van weekdieren uit de klasse van de Gastropoda (slakken).

## Geslacht
- Pseudunela Salvini-Plawen, 1973